# Steppekievit
De steppekievit (Vanellus gregarius) behoort tot de familie van kieviten en plevieren (Charadriidae).

## Kenmerken
De vogel is 27 tot 30 cm lang. De rug en borst zijn grijsbruin. Hij heeft lange zwarte poten. De kop bevat een brede witte wenkbrauwstreep, die in de nek samenloopt in een V-vorm, verder een smalle donkere oogstreep en een zwarte kruin. In vlucht heeft de bovenvleugel een driekleurig patroon, brede zwarte punten, dan witte armpennen en bruingrijze bovenvleugeldekveren, rug en mantel. In zomerkleed heeft deze kievit een zwartbruin gekleurde buik. Onvolwassen vogels zijn gestreept op de borst. Qua postuur en gedrag lijkt de vogel op een slanke (gewone) kievit en wordt vaak ook gezien in een groep kieviten.

## Verspreiding en leefgebied
Deze soort broedt in zuidwestelijk Siberië, Kazachstan en misschien nog het uiterste noordwesten van China. Het broedgebied bestaat uit uitgestrekte, droge steppegebieden, vaak betrekkelijk ver van water. Het is een trekvogel die overwintert in Noordoost-Afrika, Syrië, Irak en India. In Zuidoost-Europa en het Midden-Oosten is het een schaarse doortrekker.

### Voorkomen in West-Europa
De vogel is dwaalgast in West-Europa. Tot en met 1995 waren er 38 najaarswaarnemingen op de Britse Eilanden. In Nederland zijn 37 observaties in de vorige eeuw en van 2000 tot 2021 zijn er 28 bevestigde waarnemingen, relatief veel uit het voorjaar. Mogelijk zijn dit vogels die de hele winter op de Britse eilanden zaten tussen kieviten.

## Status
De grootte van de wereldpopulatie werd in 2006 geschat op 16.000 tot 17.000 individuen. De soort gaat snel in aantal achteruit. De oorzaken van deze achteruitgang zijn niet geheel duidelijk. Mogelijk speelt de omzetting van wilde steppe in akkerbouwgebied een rol en ook de verkleining van kuddes die de steppen begraasden. Het leefgebied van de steppekievit wordt hierdoor ook verkleind. Om deze redenen staat deze kievit als ernstig bedreigd (kritiek) op de Rode Lijst van de IUCN.